# Febre hemorrágica argentina
Febre Hemorrágica Argentina é uma doença viral grave causada pelo vírus Junin transmitido pelo rato do milho (Calomys musculinus), endêmico das zonas rurais das províncias de Buenos Aires, Santa Fé, Córdoba y La Pampa.
É uma febre hemorrágica viral similar, porém muito mais frequente, que a Febre hemorrágica brasileira e a Febre hemorrágica boliviana.

## Causa
O vírus Junin é membro da família Arenaviridae, gênero de arenavírus do Novo Mundo, complexo Tacaribe e transmitido pela inalação das excretas dos roedores selvagens aerolizadas no pó, principalmente em regiões produtoras de milho. 

## Epidemiologia
É mais comum em trabalhadores rurais, homens, de 15 a 60 anos, entre março e outubro.A letalidade sem tratamento é de 30% e com tratamento é de 1%.

## Sinais e sintomas
Após 1 a 2 semanas de incubação começa com uma síndrome febril típica: febre, dor de cabeça, fraqueza, apatia, dor articular, dor nos olhos e perda de apetite. Essa fase é facilmente confundida com uma gripe.
Depois de quatro a dez dias os sintomas intensificam e incluem hemorragias da gengiva, nasal, renais, pulmonares e neurológicas, tremores, sonolência, irritabilidade Sem tratamento pode resultar em convulsões e choque circulatório fatal.

## Tratamento
Administração de plasma com imunoglobulinas humanas específicas contra o virus junin durante 8 dias antes que as complicações apareçam. Ribavirina também é eficiente contra os arenavírus. Existe uma vacina, recomendada a maiores de 15 anos nas áreas endêmicas.